# Internationale conventie te Algeciras

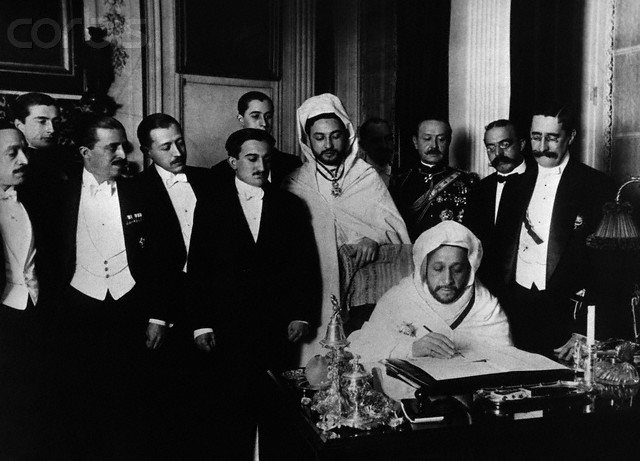
De ondertekening

De Internationale conventie te Algeciras in Spanje was een conventie uit april 1906, bijeengeroepen door de Duitse keizer Wilhelm II om over de problemen met en over Marokko te praten.
Duitsland had in maart 1905 Frankrijk geprovoceerd, doordat keizer Wilhelm II een bezoek bracht aan de sultan van Marokko, en hem de soevereine eer bewees. Het Franse protectoraat over Marokko werd zo ter discussie gesteld. Door extra eisen aan de sultan te stellen (zoals het opnemen van Franse officieren in het leger) schond Frankrijk het Verdrag van Madrid. Duitsland was de derde grootste handelspartner van Marokko maar Delcassé liet Duitsland bewust buiten de besprekingen. Duitsland had er dus wel degelijk belang bij te interveniëren. Wilhelm probeerde zo de kersverse Frans-Britse Entente op de proef te stellen. Berlijn durfde het risico aan van een Frans-Duitse oorlog, nu Rusland vrijwel was verslagen in de Russisch-Japanse Oorlog.
De conventie eindigde in het nadeel van Duitsland, omdat ze leidde tot een verdrag waarin de Franse positie ten opzichte van Marokko werd vastgelegd. Alleen Oostenrijk-Hongarije stelde zich aan de kant van Duitsland.